# Навийн Андрюс
Навийн Уилям Сидни Андрюс е (на английски: Naveen William Sidney Andrews) (роден на 17 януари 1969 г.) е английски актьор, номиниран за наградите Еми и Златен глобус. Известен е с ролята си на Саид Джара в американския сериал „Изгубени“.